# Helen Jacobs
Helen Hull Jacobs (ur. 6 sierpnia 1908 w Globe, zm. 2 czerwca 1997 w East Hampton) – amerykańska tenisistka, zwyciężczyni Wimbledonu i mistrzostw USA, liderka nieoficjalnego rankingu światowego.

## Życiorys
Większa część jej kariery stała pod znakiem rywalizacji ze starszą o trzy lata rodaczką Helen Wills. Obie Amerykanki trenowały w kalifornijskim Berkeley Tennis Club pod kierunkiem tego samego trenera Williama Fullera, obie były przez dwa lata z rzędu mistrzyniami USA juniorek, obie studiowały na University of California. Nie utrzymywały jednak kontaktów prywatnych, ograniczając się do spotkań na korcie. W tenisie górowała starsza z rywalek, wygrywając dziesięć z jedenastu pojedynków w dużych imprezach, zazwyczaj w fazie finałowej. Wills pokonała Jacobs cztery razy w finałach Wimbledonu, dwukrotnie w finałach mistrzostw USA, raz w finale mistrzostw Francji. Jedyne zwycięstwo Jacobs miało miejsce w finale mistrzostw USA w 1933, kiedy rywalka nie zdołała dokończyć meczu z powodu kontuzji i zeszła z kortu w trzecim secie. Dwa lata później Jacobs nie wykorzystała szansy na pokonanie Wills w finale Wimbledonu, kiedy prowadziła 5:3 w decydującym secie i zepsuła względnie prostego smecza przy piłce meczowej.
Helen Jacobs jest jedną z rekordzistek wielkoszlemowych mistrzostw USA. W latach 1932–1935 pozostawała w tym turnieju niepokonana, a w 1936 osiągnęła kolejny finał, ustanawiając serię 28 wygranych pojedynków z rzędu. Obok Chris Evert jest jedyną triumfatorką imprezy cztery razy z rzędu. Pierwszy finał osiągnęła w 1928, przegrywając z Wills. Trzy razy przegrywała decydujące mecze z Alice Marble, ostatni raz w 1940. W 1934 zdobyła na mistrzostwach USA „potrójną koronę” – w finale singla pokonała Sarah Palfrey, grę podwójną wygrała z Palfrey, grę mieszaną z George Lottem. Z pięciu przegranych wimbledońskich finałów pierwszy osiągnęła w 1929 (porażka z Wills). Oprócz utytułowanej rodaczki jej finałową pogromczynią okazała się w 1934 Brytyjka Dorothy Round, a jedyne zwycięstwo na londyńskich trawiastych kortach Jacobs odniosła w 1936, pokonując w trzech setach Niemkę Hilde Krahwinkel Sperling (pod nieobecność Helen Wills). Ostatni finał Wimbledonu w 1938 ponownie przegrała z Wills 4:6, 0:6, grając jednak z kontuzją.
Na mistrzostwach Francji musiała zadowolić się dwoma finałami singlowymi. Także debla nie udało się jej wygrać w Paryżu (była w finale w 1934), zdobyła natomiast cztery tytuły w deblu i mikście na mistrzostwach USA. W 1934 wygrała międzynarodowe mistrzostwa Włoch w Rzymie w grze pojedynczej i podwójnej (w parze z Elizabeth Ryan). Od 1927 figurowała w czołowej dziesiątce rankingu amerykańskiego, w tym na pierwszym miejscu w latach 1932–1935. W latach 1928–1940 była również w czołówce rankingu światowego prowadzonego przez „Daily Telegraph”, w tym jako liderka w 1936.
W latach 1927–1939 występowała w reprezentacji USA w Pucharze Wightman (z przerwą w 1938). Większość edycji Pucharu Wightman z jej udziałem zakończyła się triumfem Amerykanek (1927, 1929 i od 1931). Rozegrała w tych rozgrywkach łącznie 30 meczów (w singlu i deblu).
Praworęczna Jacobs wyróżniała się na korcie zaciętością i wolą walki. Nie dysponowała równie silnymi uderzeniami jak Helen Wills, często posługując się zagraniami slajsowanymi, chętnie szukała natomiast rozwiązań wolejowych przy siatce. W 1932 jako pierwsza zawodniczka wystąpiła na mistrzostwach USA w szortach, rok później także na Wimbledonie. W czasie II wojny światowej służyła w marynarce na Dalekim Wschodzie, dochodząc do stopnia komandora porucznika. Była również autorką książek o tematyce tenisowej (Modern Tennis, 1933; Improve Your Tennis, 1936), a także wspomnień (Beyond the Game, 1936) oraz beletrystyki (Storm Against the Wind, 1944). W 1962 została wpisana do Międzynarodowej Tenisowej Galerii Sławy.
Helen Jacobs wielokrotnie spotykała się na korcie z Polką Jadwigą Jędrzejowską. Pierwsze spotkanie nastąpiło w Berlinie w 1932 i zakończyło się niespodziewanym zwycięstwem Jędrzejowskiej 6:2, 4:6, 6:4, chociaż rywalka prowadziła w decydującej partii już 4:1. Jacobs pokonała Jędrzejowską m.in. w półfinale Wimbledonu w 1936 (6:3, 6:4), kiedy sięgnęła po końcowy sukces. Rok później Polka zrewanżowała się Amerykance w ćwierćfinale międzynarodowych mistrzostw Francji. W swoich wspomnieniach Urodziłam się na korcie Jędrzejowska poświęciła Helen Jacobs wiele miejsca, w tym finałowi Wimbledonu z Wills w 1938. W 1962, kiedy Jędrzejowska uczestniczyła po raz ostatni w międzynarodowych mistrzostwach USA na specjalne zaproszenie amerykańskiej federacji, spotkała się także z Jacobs, odnawiając dawną przedwojenną znajomość.
Jacobs była lesbijką. Jej wieloletnia partnerką była Virginia Gurnee.

## Osiągnięcia

### Osiągnięcia w turniejachwielkoszlemowych
- mistrzostwa Francji
  - gra pojedyncza – finały 1930, 1934
  - gra podwójna – finał 1934 (z Sarah Palfrey)
- Wimbledon
  - gra pojedyncza – wygrana 1936, finały 1929, 1932, 1934, 1935, 1938
  - gra podwójna – finały 1932 (z Elizabeth Ryan), 1936 (z Sarah Palfrey), 1939 (z Billie Yorke)
- mistrzostwa USA
  - gra pojedyncza – wygrane 1932, 1933, 1934, 1935, finały 1928, 1936, 1939, 1940
  - gra podwójna – wygrane 1932, 1934, 1935 (wszystkie z Sarah Palfrey), finały 1931 (z Dorothy Round), 1936 (z Sarah Palfrey)
  - gra mieszana – wygrana 1934 (z George Lottem), finał 1932 (z Ellsworthem Vinesem)

### Finały singlowe w turniejach wielkoszlemowych
- mistrzostwa USA 1928 – 2:6, 1:6 z Helen Wills
- Wimbledon 1929 – 1:6, 2:6 z Helen Wills
- mistrzostwa Francji 1930 – 2:6, 1:6 z Helen Wills
- Wimbledon 1932 – 3:6, 1:6 z Helen Wills
- mistrzostwa USA 1932 – 6:2, 6:2 z Carolin Babcock
- mistrzostwa USA 1933 – 8:6, 3:6, 3:0 krecz z Helen Wills
- mistrzostwa Francji 1934 – 5:7, 6:4, 1:6 z Margaret Scriven
- Wimbledon 1934 – 2:6, 7:5, 3:6 z Dorothy Round
- mistrzostwa USA 1934 – 6:1, 6:4 z Sarah Palfrey
- Wimbledon 1935 – 3:6, 6:3, 5:7 z Helen Wills
- mistrzostwa USA 1935 – 6:1, 6:4 z Sarah Palfrey
- Wimbledon 1936 – 6:2, 4:6, 7:5 z Hilde Krahwinkel
- mistrzostwa USA 1936 – 6:4, 3:6, 2:6 z Alice Marble
- Wimbledon 1938 – 4:6, 0:6 z Helen Wills
- mistrzostwa USA 1939 – 0:6, 10:8, 4:6 z Alice Marble
- mistrzostwa USA 1940 – 2:6, 3:6 z Alice Marble